# Lohowia koosi
Lohowia koosi is een zachte koraalsoort uit de familie Alcyoniidae. De koraalsoort komt uit het geslacht Lohowia. Lohowia koosi werd in 2003 voor het eerst wetenschappelijk beschreven door Alderslade. 